# Botanicula
Botanicula ist ein Point-and-Click-Adventure des tschechischen Entwicklerstudios Amanita Design. Das Spiel wurde am 19. April 2012 für Windows, macOS und Linux veröffentlicht.
Botanicula gewann sowohl den European Games Award für das beste Abenteuerspiel als auch den Design Award von INDIE CADE und viele weitere Preise.

## Handlung
In Botanicula nimmt der Spieler teil am Abenteuer von fünf botanischen Figuren, genannt Mr. Latern, Mr. Twig, Mr. Poppy Head, Mr. Feather und Mrs. Mushroom. Diese versuchen, den letzten Samen ihres Heimatbaums vor einem bösartigen Parasiten zu retten, welcher ihr Zuhause überwuchert hat.

### Charaktere
- Mr. Lantern – Der Hauptcharakter von Botanicula ist eine kleine orange Kreatur, welche eine Blüte einer Kapstachelbeere darstellt. Mit seinem Körper kann er Samen aufnehmen. Das macht ihn stark, und er leuchtet.
- Mrs. Mushroom – Der zweite Charakter in Form eines Pilzes ist die einzige weibliche Spielfigur in der Gruppe und kann sowohl identische Kopien von sich selbst erzeugen, als auch schrumpfen.
- Mr. Poppyhead – Der robusteste und dritte Charakter in dem Spiel stellt die Samenkapsel einer Mohnblume dar.
- Mr. Twig – Ein weiterer Charakter des Spiels hat die Form eines Zweiges und viele Arme, die er ausfahren kann. Des Weiteren hat er die Fähigkeit, Blumen wachsen zu lassen.
- Mr. Feather – Der letzte Charakter in dem Spiel ist sehr klein, kann dafür aber fliegen.

## Spielprinzip und Technik
Wie in den vorherigen Spielen von Amanita Design spielt man in Botanicula ein oder mehrere Charaktere, mit denen man die Landschaft erkundet, Rätsel löst und Gegenstände sammelt, die man benutzen muss, um die Hindernisse im Spiel zu überwinden. Der Spieler kann mit den Figuren in der Spielwelt interagieren und Karten finden, die die einzelnen Lebewesen im Spiel zeigen. Wie in Machinarium gibt es in dem Spiel keine gesprochenen oder geschriebenen Dialoge.
Die Spielzeit beträgt etwa sechs bis acht Stunden.

## Entwicklungs- und Veröffentlichungsgeschichte

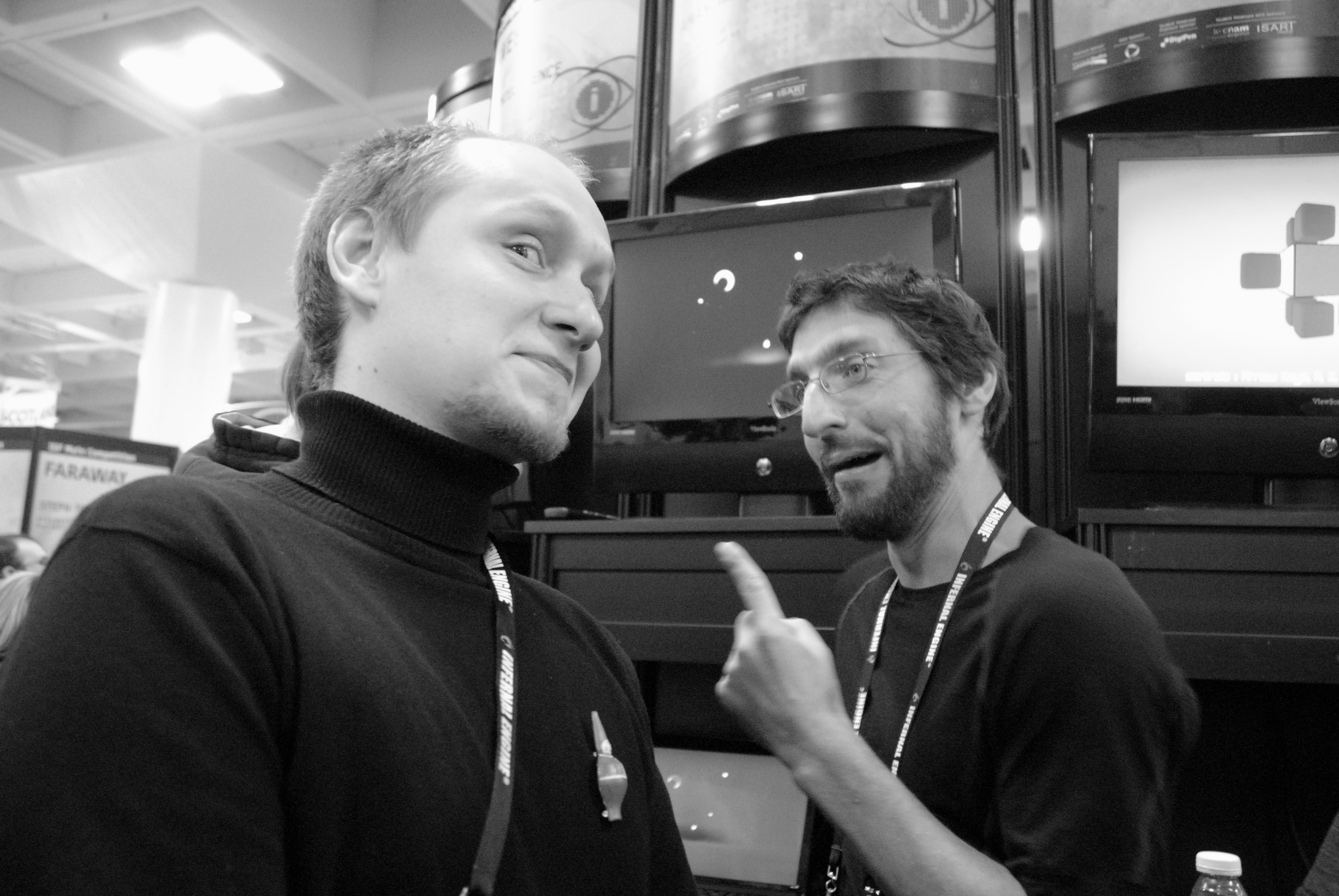
Jaromír Plachý, Designer von Botanicula, und Jakub Dvorský, Gründer von Amanita Design

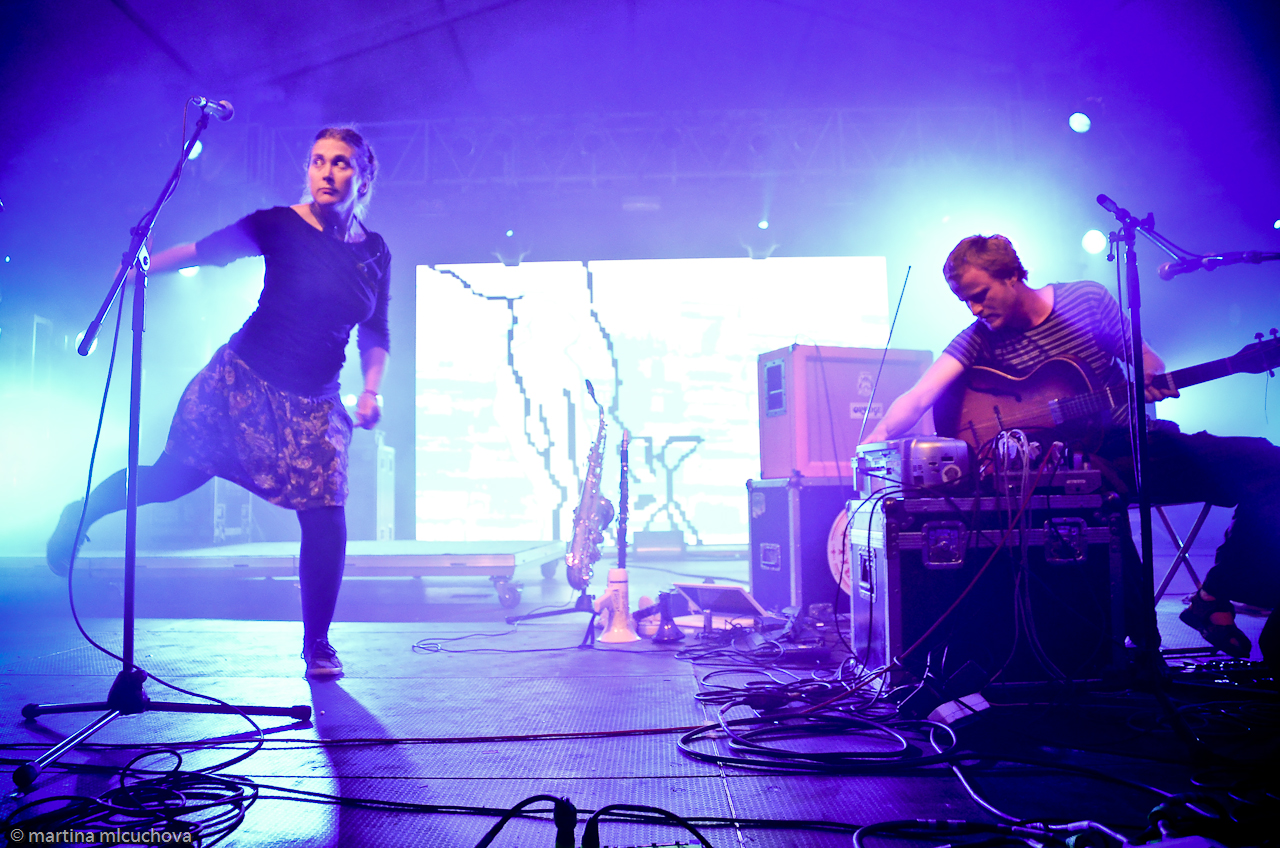
Die tschechische Band DVA erschuf den Ton und die Musik für Botanicula

Botanicula wurde am 19. April 2012 für Windows, macOS und Linux veröffentlicht. Die Veröffentlichung auf den größten europäischen Märkten übernahm dabei der deutsche Publisher Daedalic Entertainment. Im Mai 2014 wurde zusätzlich noch eine Portierung für iOS und Android herausgebracht. Entwickelt wurde das Spiel von dem tschechischen Studio Amanita Design. Die Leitung der Entwicklung übernahm Gründer Jakub Dvorský, für das Design war Jaromír Plachý verantwortlich. Die Musik und die Geräusche zu dem Spiel komponierte die tschechische Band DVA. Umgesetzt wurde die Spieltechnik vollständig in Adobe Flash.
Das auf Botanicula folgende Projekt von Amanita Design war 2018 das Comedy-Abenteuerspiel CHUCHEL.

## Rezeption
Botanicula erhielt überwiegend positive Bewertungen. Die Rezensionsdatenbank Metacritic aggregiert 38 Rezensionen zu einem Mittelwert von 82.
Das Fachmagazin Adventure-Treff lobte die Story des Spiels, die „liebevoll und detailreich gestaltete“ Grafik, die eine „surreale Pflanzenwelt mit äußerst schrulligen Charakteren“ darstelle, und den „ebenso abgedrehten wie lustigen“ Soundtrack. Kritisiert wurden die teilweise unintuitive Steuerung, lange Laufwege und nicht überspringbare Minispiele. Das US-Magazin IGN stellte heraus, dass Botanicula den Spieler nicht an die Hand nehme, sondern ihn selbst erforschen lasse, wie das Spiel funktioniere. Das führe einerseits dazu, dass man häufig einfach auf dem Bildschirm herumklicke, um Interaktionspunkte zu finden. Andererseits werde durch die unterschiedlichen Rätselmechaniken die Kreativität des Spielers gefördert. Die Spielgeschwindigkeit sei durchgehend langsam, die Rätsel variierten stark in ihrem Schwierigkeitsgrad. In Summe sei Botaniocula eine „niedliche, (...) bezaubernde (und) herrliche (...) audiovisuelle Reise“ abseits des Mainstreams, die jeder Spieler einmal spielen müsse.
Gelobt wurden auch die Musik, das hervorragende Art-Design und das Gameplay. Kritisiert wurde ein geringer Wiederspielwert.

### Auszeichnungen
Botanicula gewann den 14th annual award in Excellence in Audio auf dem Independent Games Festival 2012 und wurde mit dem Story/World Design award von IndieCade (internationales Festival von Independent Games) ausgezeichnet. Weiterhin bekam das Spiel einen European Games Award 2012 in der Kategorie Bestes europäisches Abenteuerspiel. Beim tschechischen Booom-Wettbewerb wurde es als das beste tschechische Videospiel gekürt. Auf Anifilm 2012 bekam es den Preis für das tschechische Videospiel des Jahres als Anerkennung für den Beitrag an der tschechischen künstlerischen Videospielindustrie. 2012 wurde Botanicula Spiel des Jahres im Mac App Store.